# Claudia Bassols
Claudia Bassols Alonso (Barcelona, España, 3 de octubre de 1979) es una actriz española.

## Carrera artística
Claudia Bassols se formó interpretativamente en centros de Sídney, Carolina del Norte y Barcelona además de participar en cursos internacionales de París, Los Ángeles y Madrid. Ha participado en largometrajes como El coronel Macià y en series de TV como Mis adorables vecinos o la serie gastronómica estadounidense Spain... On The Road. A su carrera interpretativa cabe añadir la de actriz teatral (Boy’s life, en Willmington, Carolina del Norte) y la de modelo internacional de publicidad y moda, desarrollada en agencias como Francina, Elite Internacional y Satoru Japan.
Claudia habla 6 idiomas, español, catalán, inglés, francés, italiano y sueco, de los cuales este último asegura que es su preferido.

## Filmografía

### Series de televisión
- ¡Rob!, serie de televisión de CBS - como Maggie
- La Riera, serie de TV 3
- C.L.A. No somos ángeles - como Elena Rincón
- Amar en tiempos revueltos - como Esperanza
- Spain... on the road Again - ella misma
- Gavilanes - como Norma Elizondo
- ¿Quieres algo más? (miniserie de la web de Antena3) - Como María
- Knightfall, serie de televisión de HBO - como Reina Elena

### Cinematografía
- Blackout (2007)
- Paintball (2009) - como Claudia
- The Eagle Path (2010) - como Sophia
- Emulsion (2011) - como Isabella Maze
- One in the Chamber (Una bala en la récamara) (2012) - como Janice Knowles
- True Blood Thirst (2012)
- Menú degustació (2013) - como Rachel
- Retornados (The returned) (2013) - como Amber

| Otros Programas |
| Baba de Barcelone (2011) / Antoine de Caunes para Canal + Francia Password (2010) / Programa del 22 de marzo de 2010 / Programa del 19 de marzo de 2010 II Premis Gaudí de l’Acadèmia del Cinema Català / Presentadora a la mejor película (2010) Arucitys (2007-2010) / Programa del 5 de enero de 2010 / Programa del 26 de septiembre de 2007 / Programa del 14 de marzo de 2007 Iron Chef America: The Series / Jurado del episodio “Cora vs. Ballesteros: Ricotta” (2010) Callejeros viajeros / Los Ángeles (2009) Hora Q / Programa 1.11 (2008) Channel nº 4 / Programa 2.15 (2006) |
| |
| Teatro |
| · Boys' Life / Wilmington, EE.UU / Dir. Ed Wagenseller |
| |
| |
| Formación |
| · Graduada en Comedia Musical por la escuela Coco Comín / Barcelona. · NIDA (National Institute of Dramatic Art) / Sídney, Australia / Interpretación. · University of North Carolina / Wilmington, EE.UU / Interpretación para la cámara · Universitat de Barcelona / Filología inglesa. |
| |
| |
| Cursos y Talleres |
| · The Screen Actor / NIDA (National Institute of Dramatic Art). Michael Harrop, Jennifer Kent, Daphne Paris. · Movement for the Actor / UNCW (University of North Carolina, Wilmington). Dr. Renée Vincent. · Voice for the Actor / UNCW. Carol Pendergrast. · Master Class with Jordan Beswick / Studio vo/vf, París. Jordan Beswick. · Actor for the Camera /UNCW. Peter Jurasik. · Voice Craf / Paul Farrington. · Taller de monólogos / Central de Cine, Madrid. Sara Bilbatúa, Macarena Pombo. · Screen Acting / NIDA. Nicholas Bishop, Tim Elston, Paul Barry, Martin Reefman. · Performance of Literature / UNCW. Dr. Carole Tallant. · Summer Professional Actor / TVI Studios, Los Ángeles. · British Actors Training Program / TVI Studios, Reino Unido. |
| |
| |
| Otros datos de interés |
| · Canto: Pop, Contemporáneo. · Danza: Flamenco, Sevillanas, Ballet, Claqué, Jazz, Contemporáneo. Guitarra y piano. · Publicidad: Amplia experiencia como modelo internacional de publicidad y moda (Agencias Francina, Elite International y Satoru Japan). |